# Добруджанци
Добруджанци се наричат българите живеещи както в северната така и от южната част на едноименната историко-географска област Добруджа.

## Заселването на Добруджа
Доколкото тук са се заселили прабългари в първите отвъддунавски територии при основаването на българската държава, може да се смята, че през Средновековието тук са живели техни потомци. Те заварват част от земите опустошени, но в друга част се смесват с местното население главно траки и славяни и романизирано, около Дорусторум (дн. гр. Силистра), и елинизирано население около черноморските брегове. Така се поставя началото на средновековната българска народност.
През време на турското владичество Добруджа е обект на изселнически вълни и турски репресии
съпроводено с изтребление на население, като това води почти до обезбългаряването на областта. Тази щета се компенсира чрез заселване на тракийски българи през 1829 – 1830 г. след поредната руско турска война, която води до преселението на по-голямата част на българите от Сливенско, ямболските села, Карнобатско и от Одринска Тракия. Една част от българското население преминава река Дунав и се преселва в Бесарабия, но по-голяма част от тракийските българи остават в Северна Добруджа. Установили се там дори по идея на Васил Начович, група български първенци искат с подкрепата на Влашко срещу турците да основат в Добруджа автономна българска област за населението. Продължаващия приток на българи предимно от Тракия
по-късно увеличава българските демографски ресурси. Това продължава и през Кримската война
и по-късно чак и след освобождението по отношение на Южна Добруджа. Така Бесарабските и добруджанските българи представляват една етно културна и етнографска област и са идентични по
между си. Факт е че и до днес много добруджански българи имат далечни братовчеди в Бесарабия и независимо от времето поддържат връзки с тях. При навлизането на руската армия през 1877 г. на юг от Дунав немалко бесарабски села на северния бряг на реката се преселват южно от нея-в Добруджа.
След откъсването на Северна Добруджа от България през 1878 г., (клауза на Санстефанския мирен договор от 3 март 1878 г., потвърдена от Договора на Берлинския конгрес от юли 1878 г.), а по-късно и на Южната Добруджа в 1913 г. в областта започва румънска колонизация и асимилация на местното българско население. Асимилаторската политика е провеждана доста по-интелигентно от тази на Турция, Гърция и Сърбия и наред с държавните репресии се залага много на културната инвазия над добруджанските българи. Връщането на Южна Добруджа на България с Крайовският договор от 7 септември 1940 г., е съпроводено с изселническа клауза, с която българското население в северната част на областта е силно намалено.
През 20-те г. на 20 век когато цяла Добруджа е в границите на Кралство Румъния, Коминтерна по идея на Сталин с цел да овладее национално освободителните движения прави известният си опит да разцепи българската народност на „тракийска“, „добруджанска“, „македонска“, „шопска“ и „мизийска“ нации. Подобна идея няма подкрепата на румънските власти и Крайовският договор от 1940 г., слага кръст на тази директива на Коминтерна.